# أرنولد روتل
أرنولد روتل، ولد بتاريخ 10 مايو 1928، انتخب رئيسا لجمهورية إستونيا في 21 سبتمبر 2001 وهو الرئيس الثاني منذ استقلال إستونيا في 1991، واستمر بمنصبه حتى عام 2006.

## روابط خارجية
- أرنولد روتل على موقع IMDb (الإنجليزية)
- أرنولد روتل على موقع مونزينجر (الألمانية)
- أرنولد روتل على موقع كينوبويسك (الروسية)